# Facskó
Facskó (szlovákul Fačkov) község Szlovákiában, a Zsolnai kerületben, a Zsolnai járásban.

## Fekvése
Zsolnától 26 km-re délnyugatra fekszik. Néprajzilag nevezetes irtványközség a rajeci völgyben.

## Története
A település a 14. században a német jog alapján keletkezett. 1351-ben „Luchka” alakban említik először erdeivel és rétjeivel kapcsolatban. Nevét valószínűleg alapítójáról, vagy első bírójáról kapta. 1469-ben „Fachko”, 1471-ben „Fachkwa Lhota”, 1508-ban „Faczkow” alakban szerepel az írott forrásokban. Részben vágbesztercei uradalom, részben helyi nemesek birtoka volt. 1598-ban 35 ház állt a községben. 1720-ban 18 adózója volt. 1784-ben 126 házában 158 családban 1045 lakos élt.
A 18. század végén Vályi András így ír róla: „FACSKÓ. Népes tót falu Trentsén Vármegyében, földes Urai Gróf Balassa, és mások, lakosai katolikusok, fekszik a’ Zatskói hegyek között, Vág Besztertzétöl két mértföldnyire, legelője, réttye, fája elég, keresettye meglehetős; de határbéli földgyének soványsága, és hegyes volta miatt, harmadik Osztálybéli.”
1828-ban 123 háza és 1374 lakosa volt. Lakói állattartással, szeszfőzéssel foglalkoztak.
Fényes Elek 1851-ben kiadott geográfiai szótárában így ír a faluról: „Facskó, tót falu, Trencsén vármegyében, Thurócz vármegye szélén a róla neveztetett hegy tövében. Számlál 1352 kath., 20 zsidó lak. Kath. paroch. templom. Fő gazdasága szép fenyves és tölgyes erdejében áll. F. u. b. Balassa és gr. Szapáry. Ut. posta Zsolna 4 óra.”
A trianoni diktátumig Trencsén vármegye Zsolnai járásához tartozott.
A háború után lakói főként mezőgazdaságból, erdei munkákból éltek. 1944-ben területén élénk partizántevékenység folyt.

## Népessége
| Év:            | 1994. | 2004.   | 2014.    | 2024.   |
| -------------- | ----- | ------- | -------- | ------- |
| Emberek száma: | 805   | 736     | 657      | 666     |
| Eltérés:       |       | -8,57 % | -10,73 % | +1,36 % |

| Év:            | 2023. | 2024.   |
| -------------- | ----- | ------- |
| Emberek száma: | 670   | 666     |
| Eltérés:       |       | -0,59 % |

1910-ben 1351, túlnyomórészt szlovák lakosa volt.
2001-ben 765 lakosából 763 szlovák volt.
2011-ben 665 lakosából 658 szlovák.

## Nevezetességei
- Szent Miklós püspök tiszteletére szentelt római katolikus temploma a 17. században épült barokk stílusban, 1788 és 1792 között átépítették.
- A község a Kis-Fátra környékének kedvelt turistaközpontja, túrautak kiindulóhelye.
- A falu felett emelkedik a Klak (Orrkő, Nasenstein), a Veterna Hola-hegység egyik jelentékeny csúcsa, magassága 1353 m. Déli tövében fakad a Nyitra folyó.

## Külső hivatkozások
- Községinfó
- Facskó Szlovákia térképén
- Alapinformációk
- E-obce.sk